# Guerra franca (426-428)
La guerra franca entre els anys 426 i 428 va ser un conflicte bèl·lic ocorregut a l'Imperi Romà d'Occident. Va enfrontar als francs ripuaris contra un exèrcit imperial dirigit per Aeci pel control de la part sud de la província de Germania secunda.

## Antecedents
L'any 423 va morir l'emperador Honori i la seva successió va desfermar una guerra civil entre Joan —proclamat a Occident— i Teodosi II qui després de la mort del seu oncle havia quedat com a emperador únic de tot l'Imperi. El suport a Joan no va ser unànime a l'Imperi occidental de tal manera que, a la Gàl·lia, la part sud ho va rebutjar mentre que el nord es va decantar per ell i es van emetre monedes amb la seva imatge a Augusta Treverorum. Sembla que l'escassetat de tropes en aquesta zona va portar les autoritats a demanar ajuda als francs establerts a l'altra banda del riu tal com havia fet l'usurpador Joví dues dècades abans amb els burgundis.
L'enfrontament militar va acabar al maig de 425 amb la victòria de l'exèrcit oriental sobre Joan de tal manera que, a l'octubre, Teodosi II va nomenar Valentinià III com a emperador occidental. No obstant això, pocs dies després de la mort de Joan, Aeci va arribar en la seva ajuda amb un exèrcit dels huns. Després d'una batalla indecisa, es va arribar a un acord pel qual se li va donar un alt càrrec a aquest —comes rei militaris— a l'exèrcit occidental i els seguidors de Joan van ser amnistiats. Part de les tropes dels huns que havien arribat amb Aeci van tornar al seu territori mentre que la resta va quedar amb ell com a exèrcit personal. Al capdavant, es va dirigir a la Gàl·lia amb la missió de recuperar el control governamental on s'havia perdut durant el caos ocasionat per la guerra civil.

## Desenvolupament
Aecio va alliberar primer la ciutat d'Arles, en el mateix 425, del setge al qual li tenien sotmès els visigots amb una guerra gòtica (424-425) ràpida campanya i després, es va dirigir cap al nord per enfrontar-se als francs ripuaris que ocupaven la part sud de Germania secunda. Aquests havien aprofitat la petició d'ajuda dels seguidors de Joan i la confusió regnant per la guerra civil per ocupar territori romà.
Encara que són molt escasses les referències que han quedat sobre aquesta campanya a les fonts clàssiques, es pot inferir que, durant tres anys, Aeci va expulsar de mica en mica els francs de les poblacions ocupades a Germània secunda fins al punt que aquests cridessin en el seu auxili a reforços de l'altra banda del Rin. Es va donar, llavors, una gran batalla entre ambdós exèrcits on van triomfar Aeci amb l'exèrcit romà i els huns mentre que els francs van patir una sagnant derrota. Els supervivents van abandonar, llavors, el territori imperial i van travessar el riu de tornada als seus territoris de tal manera que, el 428, el control romà sobre la província va quedar completament restablert i la frontera restaurada tal com l'havia deixat Constanci III.

## Conseqüències i esdeveniments posteriors
La victòria romana va proporcionar uns anys d'estabilitat per a l'àrea imperial al costat del medi Rin fins que, en 431, els ripuaris van tornar a travessar el riu i van ocupar el territori romà mentre que Aeci es trobava a Nòric Ripense amb la missió de sufocar una rebel·lió a la província.
Per a Aeci, aquesta victòria va significar el seu ascens al càrrec de magister equitum per Gallias i ho va convertir en un dels tres més importants militars de l'Imperi occidental al costat de Fèlix i Bonifaci. Fèlix ho va veure aviat amb un potencial rival i va intentar desfer-se'n, no obstant això, Aeci va atacar primer i el va fer assassinar al maig de 430.